# Eva Gelb
Eva Gelb (* 24. Januar 1946; † 30. Juni 2024) war eine deutsche Schauspielerin, Hörspiel- und Synchronsprecherin.

## Leben
Eva Gelb trat als Bühnenschauspielerin an verschiedenen bekannten deutschsprachigen Theatern auf. Sie spielte beispielsweise an der Schaubühne am Halleschen Ufer in Berlin, am Ernst Deutsch Theater in Hamburg, am niederdeutschen Ohnsorg-Theater sowie an den Hamburger Kammerspielen. Dort erhielt sie unter anderem 1970 neben Michael Hinz die Hauptrolle in der deutschsprachigen Erstaufführung von Lanford Wilsons Der Plüschhund und die Baumwollkatze.
Neben ihren Bühnenengagements nahm Eva Gelb auch gelegentlich Angebote in Film- und Fernsehproduktionen an. Im Kino war die vom renommierten Regisseur Franz Marischka als „begabt“ eingestufte Eva Gelb unter anderem in Alfred Weidenmanns Das Freudenhaus, in Jürgen Roland’s St. Pauli-Report sowie in zwei Verfilmungen von Johannes Mario Simmel zu sehen: unter der Regie von Alfred Vohrer in Der Stoff aus dem die Träume sind und unter der Regie von Roland Klick in Lieb Vaterland, magst ruhig sein. Daneben spielte sie in Fernsehproduktionen wie Wolfgang Staudtes Kriminalfilm Schließfach 763, neben Heidelinde Weis in Eberhard Itzenplitz’ Gabriellas Rache sowie in Fernsehserien wie Hamburg Transit und Pumuckls Abenteuer.
Außerdem lieh sie als Synchronsprecherin zahlreichen Schauspielerinnen ihre Stimme. Sie synchronisierte Brigitte Nielsen als „Schwarze Hexe“ in der Märchenfilm-Reihe Prinzessin Fantaghirò, Hattie McDaniel in der zweiten deutschsprachigen Fassung von Sein letztes Kommando, Nancy Marchand in Karriere mit links, Fran Drescher in der Tracey Ullman Show sowie Lynne Moody in ihrer wiederkehrenden Serienrolle in Unter der Sonne Kaliforniens.
Darüber hinaus war Eva Gelb einem größeren Publikum auch durch ihre Arbeit als Hörspielsprecherin bekannt. Sie sprach in vielen Hörspielproduktionen des Labels EUROPA wie in Folgen der Jugendserien Fünf Freunde, Ein Fall für TKKG und Die drei ???. In der Europa-Gruselserie sprach sie die weibliche Hauptrolle der Reporterin Maggie Brown neben Gerd Martienzen in der Folge Frankensteins Sohn im Monster-Labor.

## Filmografie (Auswahl)
- 1971: Das Freudenhaus
- 1971: Kein Geldschrank geht von selber auf
- 1971: Jürgen Roland’s St. Pauli-Report
- 1972: Der Stoff aus dem die Träume sind
- 1973: Hamburg Transit: Der Gepäckschein
- 1975: Schließfach 763
- 1976: Lieb Vaterland, magst ruhig sein
- 1978: Familienreise
- 1994: Gabriellas Rache
- 1999: Pumuckls Abenteuer